# Bundeszentralregistergesetz
Das deutsche Bundeszentralregistergesetz regelt die Führung des Bundeszentralregisters sowie des Erziehungsregisters und beschreibt die Auskunftsverfahren über den Inhalt (z. B. Führungszeugnis).
Das Bundeszentralregistergesetz ist ein Spezialgesetz zum Bundesdatenschutzgesetz, sodass dessen Regelungen nur subsidiär gelten. Dennoch musste auch das BZRG nach dem Volkszählungsurteil des  Bundesverfassungsgerichts  überarbeitet werden, da in diesem Urteil erhebliche Anforderungen an die Datenverarbeitung gestellt wurden.
Mit der Errichtung des Bundesamtes für Justiz wurde das Bundeszentralregister aus dem Zuständigkeitsbereich des Generalbundesanwalts dem Bundesamt übertragen.